# De schoenenjager
De schoenenjager is een  stripverhaal uit de reeks van Jerom.

## Locaties
- Huis van tante Sidonia, Morotari-burcht, park, loods

## Personages
- Jerom, tante Sidonia, professor Barabas, mensen op straat, leger, president Arthur, leden van Morotari, Odilon, agenten, Fillidorus

## Het verhaal
Jerom en tante Sidonia zien hoe mensen op straat plotseling bedwelmd zijn en daarna een linkerschoen missen. Ook de linkerschoen van professor Barabas is plotseling verdwenen en het verschijnsel is in het hele land waar te nemen. De schoenenfabrieken draaien dag en nacht door om aan de vraag te voldoen. Arthur roept Morotari bijeen en Jerom wordt ingeroepen om het raadsel te ontcijferen. Odilon wil helpen, maar Jerom vindt dit geen goed idee. Professor Barabas wil een monster van het slaapgas en Jerom ademt veel van het gas in als hij in het park zit. Odilon zorgt intussen onbedoeld voor veel problemen op de Morotari-burcht. 
Professor Barabas ontwikkelt een pil waarmee je niet bedwelmd wordt door het gas, maar inmiddels zijn alle andere aanwezigen in de Morotari-burcht al van hun linkerschoen beroofd. Odilon heeft een foto gemaakt en zo komt men erachter dat de dief zich in een vliegende schotel verplaatst. Professor Barabas geeft Jerom wat pillen en een schoen met een zender erin. In het park wil Jerom zijn schoen laten stelen door de schoenendief. Hij volgt de vliegende schotel en komt bij een loods terecht. Het gebouw is volgepropt met schoenen en Jerom en Odilon worden in een enorme schoen gestopt die in het water wordt gegooid. Ze kunnen ontsnappen en Jerom krijgt de schoenenjager te pakken. 
De schoenenjager vertelt dat hij Fillidorus heet en scheikunde studeerde. Hij vond het slaapgas uit, maar miste de presentatie hiervan. Hij kon zijn linkerschoen namelijk niet vinden en kwam te laat. Hij miste zijn kans beroemd te worden en wilde dat niemand een linkerschoen zou hebben. Hij belooft alle schoenen terug te geven en Morotari vergeeft hem. Professor Barabas vertelt dat de schoenenjager alsnog beroemd zal worden, want het slaapgas is nuttig in de geneeskunde. 